# Boltine zgode i nezgode
Boltine zgode i nezgode je bila televizijska serija u produkciji Televizije Zagreb.
Autor scenarija je Matija Poljaković, a redatelj je bio Petar Šarčević. Glazbeni dio je osmislio dr Josip Stantić.
Snimana je u crno-bijeloj tehnici.
Za potrebe ove serije je u selu Tavankutu TV Zagreb od 26. do 30. srpnja 1971. snimila folklorno-glazbeni dio za ovu seriju. Taj posebni folklorni program je priredio mjesni HKPD Matija Gubec.
Serija je emitirana samo djelomično, jer je autor proglašen "hrvatskim nacionalistom". Prva epizoda bila je najavljena 3. prosinca 1971. godine pod naslovom "Bolto na fronti". Na dan emitiranja u nedjelju 5. prosinca 1971. godine emitirana je pod naslovom "Jedna cura, sto nevolja". Emitirane su četiri epizode.

## Vanjske poveznice
- HKPD Matija Gubec, Tavankut  Arhivirana inačica izvorne stranice od 16. prosinca 2011. (Wayback Machine) Sa snimanja za seriju Televizije Zagreb "Boltine zgode i nezgode", Tavankut, 1971.
- [neaktivna poveznica] Sa snimanja za seriju Televizije Zagreb "Boltine zgode i nezgode", Tavankut, 1971. (slika 1)
- HKPD Matija Gubec, Tavankut  Arhivirana inačica izvorne stranice od 4. ožujka 2016. (Wayback Machine) Sa snimanja za seriju Televizije Zagreb "Boltine zgode i nezgode", Tavankut, 1971. (slika 2)